# Кузнецов Олексій Миколайович
Олексій Миколайович Кузнецов нар. 23 лютого 1976, Армянськ) — український футболіст, що грав на позиції захисника. Відомий за виступами в українських футбольних клубах різних ліг, у тому числі у складі сімферопольської «Таврії» у вищій українській лізі.

## Кар'єра футболіста
Олексій Кузнецов є вихованцем сімферопольського УОР, а в професійному футболі він дебютував у сімферопольській «Таврії» 16 квітня 1994 року в матчі з кременчуцьким «Кременем» у вищій українській лізі. У першому своєму сезоні в клубі молодий футболіст відіграв лише 2 матчі. У складі «Таврії» Олексій Кузнецов грав до закінчення сезону 1996—1997 років, під час цього періоду керівницто сімферопольського клубу для надання футболісту постійної ігрової практики відправляло його в оренду до кримських клубів другої ліги «Титан» (Армянськ) і «Динамо» (Саки). Не знайшовши місця в основному складі найсильнішої кримської команди, за яку за 4 роки він відіграв лише 11 матчів чемпіонату, футболіст уже на постійній основі перейшов до друголігового армянського «Титана», в якому грав протягом 2 років. У 1999 повернувся до складу «Таврії», але відігравши лише 3 матчі, з початку 2000 року повернувся до складу «Титану», в якому грав до закінчення сезону 2001—2002 років. У другій половині 2002 року став гравцем аматорської команди «Кримтеплиця» з селища Молодіжне, з якою пройшов шлях з аматорської команди до виходу спочатку в другу лігу, а потім і в першу лігу. Надалі футболіст грав у складі команди другої ліги «Хімік» з Красноперекопська, в якому й закінчив кар'єру футболіста в кінці 2008 року.